# Яникер
 Яникє́р, Яни́к-Єр (крим. Yanıq Yer, рос. Яныкер) — маловодна річка в Україні у Бахчисарайському районі Автономної Республіки Крим, у гірському Криму. Права притока річки Марти (басейн Чорного моря).

## Опис
Довжина річки 7,0 км, площа водозбору 12,0 км, найкоротша відстань між витоком і гирлом — 3,52 км, коефіцієнт звивистості річки — 1,99. Формується багатьма безіменними струмками.

## Розташування
Бере початок на північно-східних схилах гори Мулга (699,1 м). Спочатку тече на північний захід понад безіменною горою (603,5 м). Потім на південній стороні від хребта Азапсирт (560,8 м) (Азапсин-Сирт) повертає і тече переважно на південний захід по Бешуйській балці і на південно-східній стороні від села Научний (крим. Nauçnıy)  впадає у річку Марту, праву притоку Качи.

## Цікаві факти
- У верхів'ї річка тече листяним лісом[4].